# Рикардо Лопес Аранда

## Біографія
Лопес Аранда народився 1934 року.
У 1941 році його сімейний будинок було знищено пожежею у Сантандері.
З середини п'ятдесятих він вивчав право, філософію та літературу в Мадриді та написав свої перші роботи. У 1958 році він отримав Національну університетську театральну премію за свою п'єсу «Ніколи не настане світанок».
У 1960-ому році його твір «Ближче до зірок» отримав Національну театральну премію Кальдерона де ла Барки, а у 1961 році премію Агілара. У тому ж році п'єса була представлена в Національному театрі імені Марії Герреро, а в 1962 році вона була удостоєна екранізації. У 1964 році він написав «Ночі Сан-Хуана», які вибороли другу премію Лопе де Вегі і були представлені в Національному театрі Марії Герреро в 1965 році.
Третя група творів, між 1963 і 1964 роками, «Я, Мартін Лютер» та трилогію «Маріо», «Сила» та «Цезар»,данна трилогія порушувала важливі питання віри, свободи та влади мовою трагедії. "Я, Мартін Лютер" була заборонена цензурою режиму Франко вже на етапі репетиції.
Згодом він написав кілька п'єс для дітей: мюзикл «Маленький кучер» та адаптації «Синього птаха» та «Дон Кіхота», прем'єри яких також відбулися у театрі Герреро у 1966, 1967 та 1973 роках. Крім того, він написав сценарії для декількох фільмів: «Близько до зірок» (1962), «Березня» (1970), «Мучиння» (1973) і став співавтором сценарію фільму «Фортуната і Хасінта» (1969), черпаючи натхнення для своїх сценаріїв.

## Творчість

### Театр (оригінали творів)
- В очікуванні дзвінка, 1954
- Маяк, 1957
- Ніколи не світатиме, 1958
- Сфінкс без секрету, 1958
- Близько до зірок, 1960
- Контракт, 1960
- Коли кричать чайки, 1960
- Облога, 1960
- Призначення, 1960
- Очікування, 1961
- Аукціон нових людей, 1962
- Я, Мартін Лютер, 1963
- Ночі Сан-Хуана, 1965
- Маленький кучер Лере, 1966
- Підривники SL, 1970
- Зґвалтування сабінянок, 1971
- Спадкоємиці Сонця, 1973
- Дивні коханці, 1974
- Райдужний птах, 1975
- Хмарочос Ізабеліта, 1978
- Ізабель, королева чирв, 198342
- Костюм короля
- Щур на задньому плані
- Палаюча шкіра мертвих
- Прокляті
- Безрідний
- Адаптації (на вибір)
- Фортунта і Жасінта 1969
- Шахрай, 1970
- Селестина, 1973
- Дон Кіхот Ламанчський, 1973
- Трикутний капелюх, 1974
- Юнона і павич, 1981
- Хвора людина побоювання
- Доротея
- Ворог народу
- Синій птах

## Поезія
- Хризантема і повітряний змій
- Таємна біографія

## Кіно
- Близько до зірок, 1962
- Фортуната і Жасінта, 1970
- Марта, 1971
- Мука, 1974

## Телебачення
- Шахи кохання, 1968
- Втрачені сторінки, 1970
- Менестрель і королева, 1978
- Фортуната і Жасінта, 1980
- Леона Вікаріо, 1982

## Сім'я
Син Рікардо Лопес-Аранда Хагу - посол Іспанії в Україні.

## Переклади на українську мову
Рікардо Лопес Аранда «Призначена зустріч» перекладач Сергій Борщевський.